# Les Z'EXpressives
Le festival Les Z'EXpressives, organisé par l'association Salon Culture, se déroule à Salon de Provence (Bouches-du-Rhône) depuis 1989. Ce rendez-vous artistique revient tous les ans au printemps. Pendant une semaine les lieux culturels de la ville ouvrent leurs portes aux jeunes de 15 à 25 ans pour leur offrir l'occasion d'exprimer leurs talents dans des conditions professionnelles.

## Historique
À l'origine, Les Z'EXpressives se nommaient "Les Rencontres de théâtre scolaire", la manifestation étant limitée à l'art dramatique. Le festival, s'enrichissant au fil des années de nouvelles disciplines, a changé de nom pour mettre en avant l'idée que ce rendez-vous annuel invite les jeunes à s'emparer de l'art et de la culture comme moyens d'expression.
En 2013 Les Z'EXpressives ont été labellisées par Marseille-Provence capitale européenne de la culture, MP2013. À cette occasion le festival a reçu l'artiste contemporain Cédric Bernadotte qui a réalisé des installations de mobilier urbain éphémère dans le parc Général-de-Gaulle, lieu du concert en plein en air.
Depuis 2016 le festival propose une thématique générale, fil rouge que les participants peuvent s’approprier (ou pas) librement.
- 2016 : Donner à voir au-delà
- 2017 : Effacer les murs
- 2018 : Quel amour !
- 2019 : Antidote[5],[6]
- 2020 : Miroir (édition reportée en 2021 en raison du Covid-19)[7]
- 2021 : Miroir
- 2022 : Réparer
- 2023 : Lumière·s
- 2024 : Itinérance[8]

## Catégories artistiques
- Art dramatique
- Arts plastiques
- Chant
- Cinéma
- Danse
- Musique
- Photographie
- Street Art

## Événements
- Le Concert Pop invite les jeunes musiciens à s'exprimer sur une grande scène ouverte installée dans le parc Général-de-Gaulle.
- MuZic, Corps & Graff est le fruit d'une création en résidence conjuguant danse, musique et art visuel[9]
- Les Rencontres théâtrales, clôturées par le "Match d'impro", sont l'aboutissement du travail de troupes lycéennes, salonaises et invitées, partagé sur la scène du théâtre Armand[10].
- La Soirée des Claps se déroule au CinéPlanet où les courts métrages en lice sont projetés sur grand écran. Le palmarès est dévoilé à l'issue de la séance[11],[12].
- La Z'EXpo permet aux jeunes d'exposer leurs créations photographiques et picturales. Après la délibération du jury les lauréats sont primés[13],[14]

## Lieux
- Le Théâtre Armand
- Le CinéPlanet (anciennement cinéma Les Arcades)
- La Cour des Créateurs
- Le parc Général-de-Gaulle
- La médiathèque
- La place Morgan
- Le café-musiques Portail Coucou[15]
- L'espace culturel Robert-de-Lamanon
- Le Cercle des Arts